# Гецис
Гецис град је у Аустрији, смештен у крајње западном делу државе. Значајан је град у покрајини Форарлберг, у оквиру округа Фелдкирх.

## Природне одлике
Гецис се налази у крајње западном делу Аустрије, близу државне границе Аустрије са Швајцарском, која се налази свега 4 km западно од града. Град је удаљен 660 км западно од главног града Беча. Главни град покрајине Форарлберг, Брегенц, налази се 25 km северно од града.
Град Гецис се сместио у долини реке Рајне (граница према суседној Швајцарској), у „жили куцавици“ Форарлберга. Алпи се стрмо издижу источно од града. Надморска висина града је око 450 m.

## Становништво
| 1971. | 1981. | 1991. | 2001.  | 2011.  |
| ----- | ----- | ----- | ------ | ------ |
| 8.292 | 8.735 | 9.512 | 10.097 | 10.627 |

Данас је Гецис град са око 11.000 становника. Последњих деценија број становника града се повећава.

## Галерија
- Стари део Гециса
- Римокатоличка Црква св. Улриха
- Стара градња у Гецису
- Обод града